# Girolamo Ruscelli
Girolamo Ruscelli (Viterbo, 1518 circa – Venezia, 1566) è stato un umanista, scrittore e cartografo italiano, che utilizzò spesso lo pseudonimo di Alessio Piemontese.

## Biografia

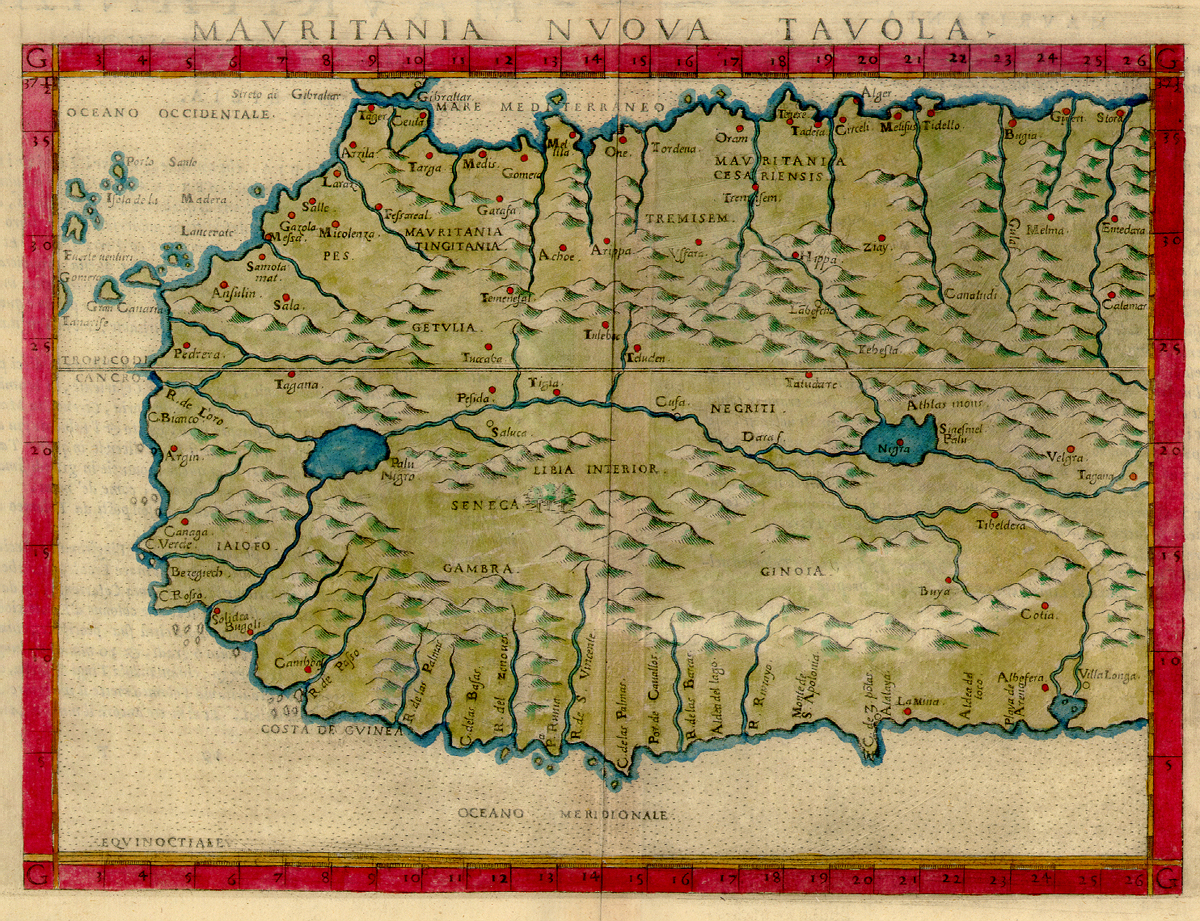
Mappa dell'Africa occidentale di Girolamo Ruscelli, 1561

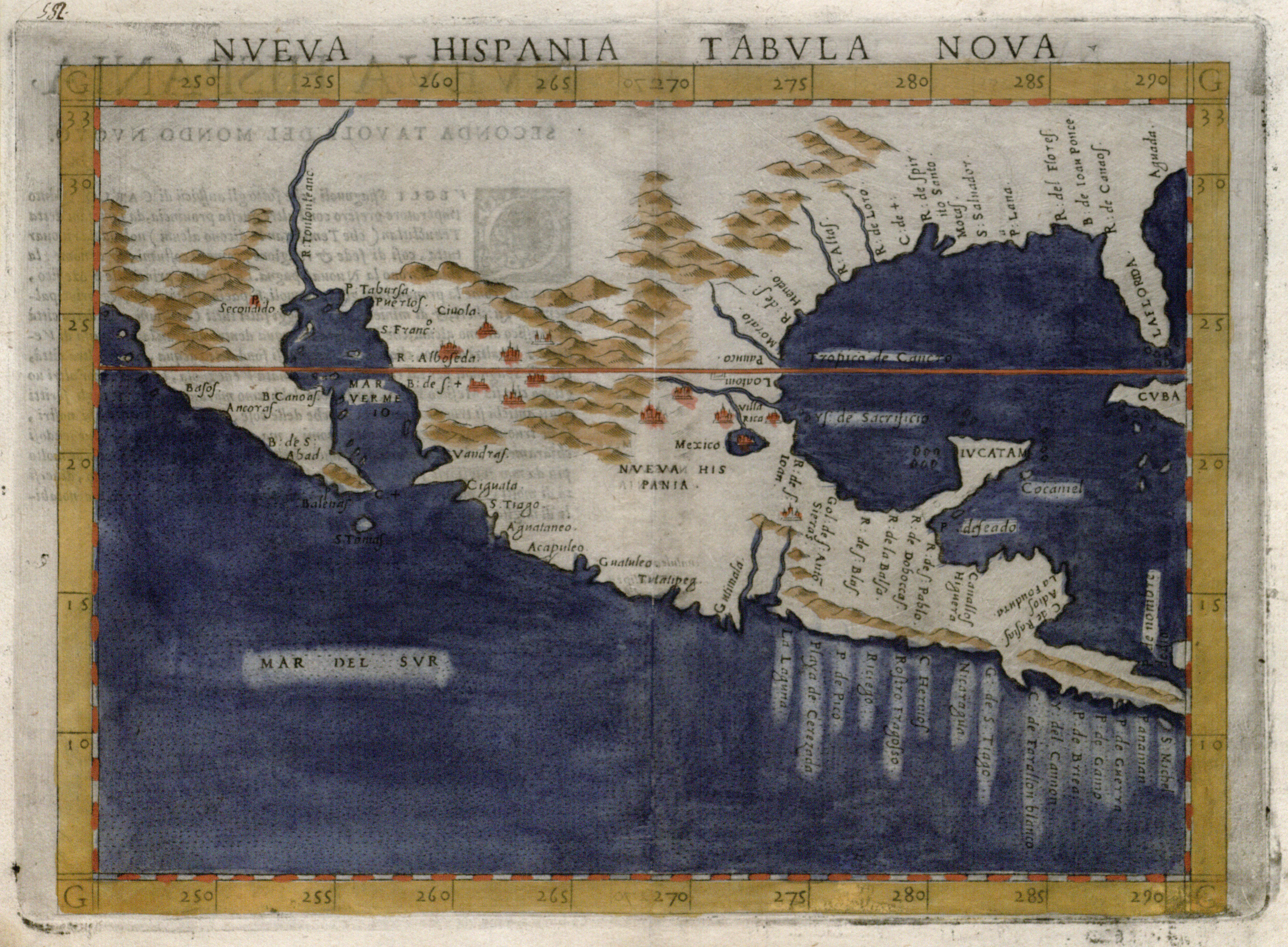
Mappa di Vicereame della Nuova Spagna di Girolamo Ruscelli, 1574

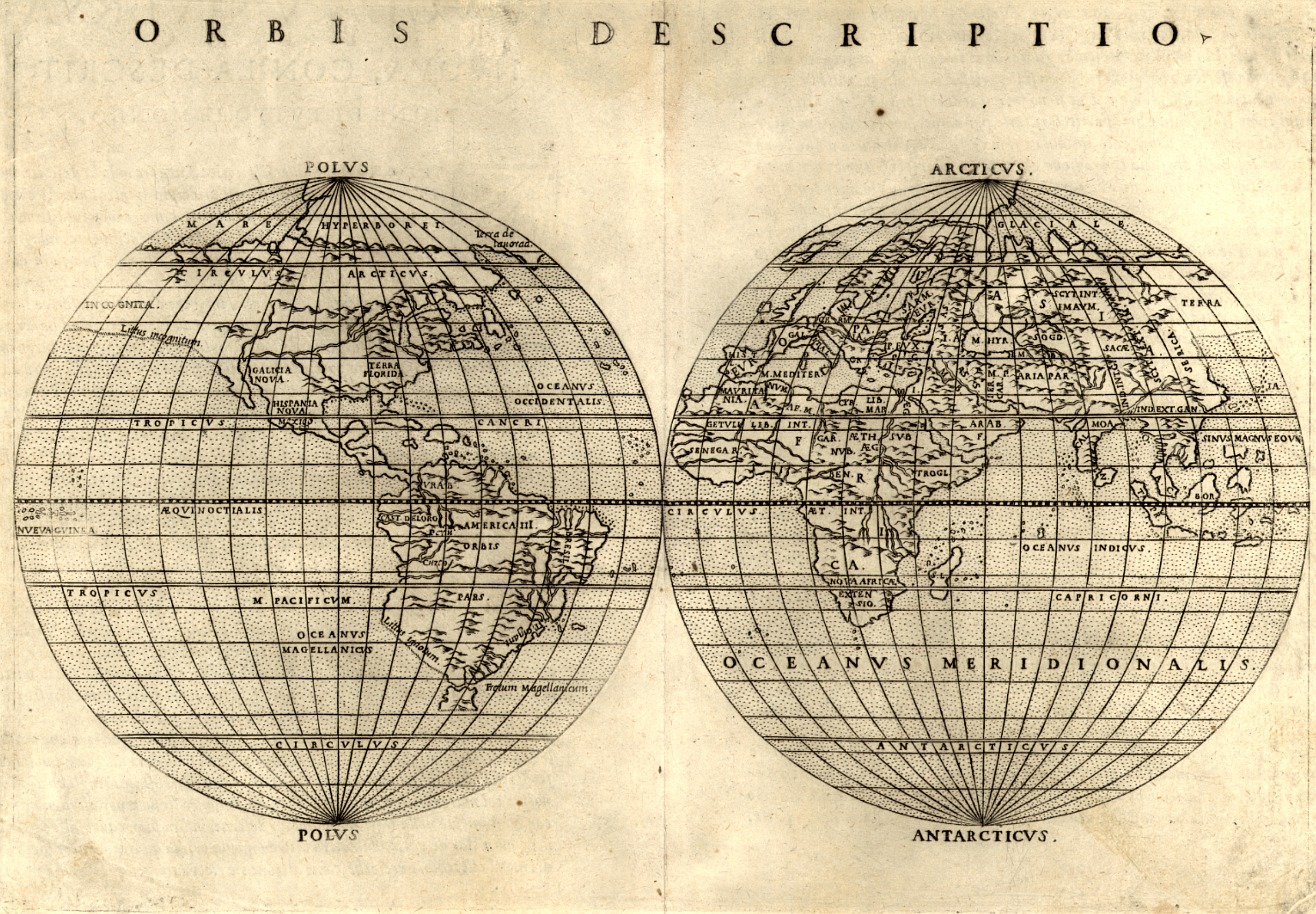
Orbis Descriptio, 1561

Nacque a Viterbo, da famiglia definita da fonti diverse di umili origini (o di piccola nobiltà, o di notai), verosimilmente nel 1518, anche se nella maggior parte dei testi il suo anno di nascita risulta ancora il 1504. 
Si trasferì in seguito ad Aquileia, a Padova, a Roma, dove, nel 1541, fondò l'«Accademia dello Sdegno», a Napoli, e infine, nel 1548, a Venezia, dove rimase fino alla morte.
Il termine esatto per descrivere la sua attività è poligrafo, ossia quella di un letterato il quale, subito dopo l'invenzione della stampa, si guadagnava da vivere lavorando per un editore con lavori propri o, curando, traducendo e spesso plagiando i lavori altrui. Fu infatti scrittore degli argomenti più vari, sia come autore o curatore, sia per conto terzi, in quest'ultima funzione in particolare fino al 1555, in società con l'editore Plinio Pietrasanta. 
In quell'anno affronta un processo davanti all'Inquisizione, per la pubblicazione senza licenza di un componimento satirico, Il capitolo delle Lodi del Fuso (edito da Plinio Pietrasanta a Venezia nel 1554), e pur cavandosela a buon mercato con una multa di cinquanta ducati, la società non sopravvive a lungo. La maggior parte dei suoi lavori successivi sono pubblicati dall'editore Vincenzo Valgrisi.
Amico di Bernardo Tasso, ne viene fornito dal figlio di questi, Torquato, un ritratto manieristico nel dialogo Minturno, o della bellezza. Sulla base di documentazioni su lasciti testamentari, si può supporre che la moglie di Ruscelli fosse Virginia Panarelli, sorella di Teofilo Panarelli, medico con simpatie protestanti, impiccato e bruciato a Roma nel 1572.
È in genere accettata la sua identificazione con Alessio Piemontese (in latino, Alexius Pedemontanus), pseudonimo sotto cui venne pubblicato un ricettario alchemico e tecnologico che ebbe un enorme successo, ristampato per oltre due secoli e tradotto in numerose lingue (francese, inglese, tedesco, latino, olandese, spagnolo, polacco, danese).
Sotto questo nome fu uno dei membri più influenti dell'Accademia dei Segreti fondata da Giambattista Della Porta, che Ruscelli descrisse nell'opera postuma Secreti nuovi di maravigliosa virtù, e forse il fondatore di una precedente accademia segreta nel 1557, a cui si sarebbe ispirato lo stesso Della Porta.
Tra i suoi lavori più noti, stampati da Valgrisi, la cura di svariati classici fra cui il Decamerone e l'Orlando Furioso, e la Geografia di Claudio Tolomeo. Si dedicò anche alla linguistica, e compilò un Rimario rimasto in uso fino al XIX secolo.
Nonostante la sua produzione letteraria di livello non eccelso, è aumentato negli ultimi anni l'interesse verso la sua opera editoriale.

## Opere

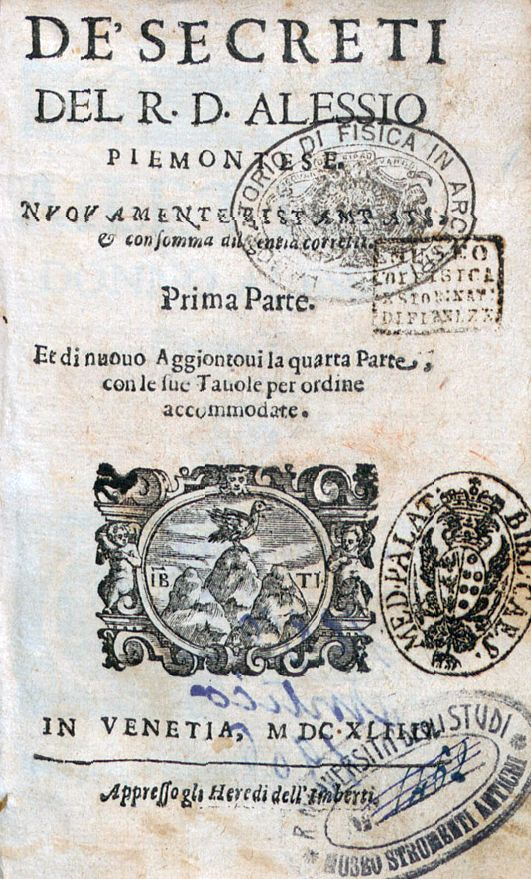
Secreti, 1644

- Girolamo Ruscelli, Tre discorsi à M. Lodovico Dolce. L'uno intorno al Decamerone del Boccaccio, L'altro all'Osservationi della lingua volgare, Et il terzo alla tradottione dell'Ovidio. Venezia, Plinio Pietrasanta, 1553.
- Girolamo Ruscelli (a cura di), Rime di diuersi eccellenti autori bresciani...tra le quali sono le rime della Signora Veronica Gambara, & di M. Pietro Barignano, ridotte alla vera sincerità loro, Venezia, Plinio Pietrasanta, 1554
- Girolamo Ruscelli, De' secreti del reuerendo donno Alessio Piemontese, prima parte diuisa in sei libri. Opera utilissima et universalmente necessaria e diletteuole a ciascheduno. Ora in questa seconda editione dall'autor medesimo tutta ricorretta et migliorata. Et aggiuntovi nel fine de ogni libro molti bellissimi secreti nuovi, Venezia, 1557.
- Girolamo Ruscelli (a cura di), Tutte le Rime della Illustriss. et Eccellentiss. Signora Vittoria Colonna. Marchesana di Pescara. Con l'espositione del Signor Rinaldo Corso, nuovamente mandate in luce da Girolamo Ruscelli. Venezia, Giovan Battista Et Melchiorre Sessa Fratelli, 1558.
- Ludovico Ariosto, Girolamo Ruscelli (a cura di), Orlando Furioso... Con le Annotationi, gli Auvertimenti, & le Dichiarationi di Girolamo Ruscelli, La Vita dell'Autore descritta dal Signore Giovan Battista Pigna. Gli Scontri de' luoghi mutati... Aggiuntavi in questa Seconda impressione la Dichiaratione di tutte le Istorie, et Favole toccate nel presente libro, fatta da M. Nicolò Eugenico. Annotationi, Et Auvertimenti Di Girolamo Ruscelli, Venezia, Vincenzo Valgrisi, 1558.
- Girolamo Ruscelli, Del modo di comporre in versi nella lingua italiana, trattato di Girolamo Ruscelli, nuouamente mandato in luce. Nel quale va compreso vn pieno & ordinatissimo Rimario, con la dichiaratione, con le regole, et col giudicio per saper conueneuolmente usare ò schifar le uoci nell'esser loco, così nelle prose, come ne i uersi, (noto anche come Rimario), Venezia, Giovanni Battista e Melchiorre Sessa fratelli, 1559.
- Girolamo Ruscelli, Le Imprese illustri, Venezia, 1566, doi:10.3931/e-rara-79841 (Copia digitale su e-rara).
- Girolamo Ruscelli (Alessio PIEMONTESE), Secreti nuovi di maravigliosa virtù..., Venezia, eredi di Marchiò Sessa, 1567
- Precetti della militia moderna, Venezia, Melchiorre Sessa (1.), 1568.
- Girolamo Ruscelli (a cura di), Lettere di principi, le quali o si scrivono da principi o a principi o ragionano di principi, Venetza, Giordano Ziletti e compagni, 1570-1577.
- Girolamo Ruscelli, Precetti della Militia moderna, tanto per mare, quanto per terra. Trattati da diversi nobilissimi ingegni, & raccolti... né quali si contiene tutta l'arte del bombardiero, & si mostra l'ordine che ha da tenere il maestro di campo....., In Venetia, Heredi di Marchiò Sessa, 1572.
- Girolamo Ruscelli, Le Imprese illustri, con espositioni, et discorsi... Con la Giunta di altre Imprese tutto riordinato et corretto da Franc.co Patritio. Venezia, 1572 (Libri I-III), 1583 (Libro quarto).
- Girolamo Ruscelli, De' commentarii della lingua italiana. Del sig. Girolamo Ruscelli viterbese libri VII. Ne' quali con facilità, et copiosamente si tratta tutto quello, che alla vera et perfetta notitia di detta Lingua s'appartiene: hora posti in luce da Vincenzo Ruscelli. Con due Tauole, una de' capitoli, & l'altra delle cose più notabili. All'Illustrissimo, & Eccellentissimo Sig. Iacomo Boncompagno Duca di Sora, & Governator Generale di S. Chiesa, Venezia, appresso Damian Zenaro, alla Salamandra, 1581.
- Kunstbuch Des Wolerfarnen Herren Alexii Pedemontani/ von mancherleyen nutzlichen unnd bewerten Secreten oder Künsten / jetzt newlich auß Welscher und Lateinischer Sprach in Teutsch gebracht/ durch Doctor Hanß Jacob Wecker/ Stattartzet zu Colmar. Basel: König, 1616. digitale
- Les secrets de reverend Alexis Piémontois: contenans excellens remedes contre plusieurs maladies, playes et autres accidens; avec la manière de faire distillations, parfuns, confitures, teintures, couleurs et fusions; oeuvre bien approuvé, très utile et nécessaire a un chacun. - Anvers: Plantin, 1557. digitale
- De secreti del reverendo donno Alessio Piemontese. - Venetia: de gli Antonii, 1562. digitale. Vol. 1, 2, 3
- Secreti, vol. 1, Venezia, eredi Ghirardo Imberti, 1644.
- Secreti, vol. 2, Venezia, eredi Ghirardo Imberti, 1644.
- Secreti, vol. 3, Venezia, eredi Ghirardo Imberti, 1644.
- Secreti, vol. 4, Venezia, eredi Ghirardo Imberti, 1644.